# 三貴
株式会社 三貴（みき）は、かつて存在した日本の大手ファッション企業である。宝石輸入・加工・販売会社。宝石販売店「ジュエリーマキ」や「じゅわいよ・くちゅーるマキ」などを運営した当時「カメリアダイヤモンド」を主力商品とした。
かつて宝石部門は日本最大手、アパレル部門は日本第6位の規模で、日本ファッション業界において「製造小売業」(SPA) を先駆けた。二度の民事再生法の適用を経て、商標と宝石などの小売事業はアキ子会社のジュエリー秋に移管されたが、2018年時点で法人としては存在している。

## 概要

### 創業
早稲田大学大学院商学研究科の学生だった木村和巨（1939年7月2日 - 2020年）が創業し、1965年4月に会社を設立した。当初は卸売事業を手掛けたが、のちに小売事業の比重を増やし、宝石を大量加工して安価な価格で販売して高度経済成長に乗り、安価な宝石をファッション商品として大衆化させて業績を伸ばした。

### 全国展開
バブル期には、宝石店以外にも婦人服の小売店舗「ブティックJOY」、子供服の小売店舗「ファニィ」を全国で1400余店に展開し、中国、タイに生産工場を、埼玉県大宮市（当時）と千葉県香取郡多古町に大規模な物流センターを有し、資本金41億円、従業員数12,000名、売上高1,700億円となった。積極的なテレビコマーシャル (TVCM) を展開し、三貴のコマーシャルソングで爆発的に人気の出た歌手らは「カメリア族」と呼ばれるなどレディースファッション業界のマンモス企業として知名度を上げ、貴石シンジケートのデ・ビアスが扱うダイヤモンドのうち30パーセント (%) が同社に卸された、とも喧伝された。キャッチセールスの様に強引な販売、企画、生産、小売りを垂直統合した安価で高品質な宝石を提供するシステム、業界団体の日本ジュエリー協会に加盟しない、などの独自性で従来の宝飾業者に敵視された。1990年代初めごろは年2回ほど100人近い仕入れ先を熱海へ招いて経営方針などを説明する機会を設け、「仕入れ先を見下すような態度を取る宝飾会社の社長も多いなかで（木村は）仕入れ先を大事にしていた」と評する取引業者もいた。

### メインバンクの破綻に伴う会社分割と清算（一度目の経営破綻）
1995年、mikiメンバーズ会員は表示価格から9割引きという広告が公正競争阻害表示と認定され、公正取引委員会から排除命令を受ける。
1997年以降、メインバンクだった北海道拓殖銀行の破綻、上場に向けた証券幹事会社である山一證券の廃業、ワンマン経営の弊害、従業員の労務問題や裁判などから業績が急速に悪化し、1997年4月に婦人服と子供服部門から撤退した。
多店舗展開によりバブル経済崩壊後の1997年には借入金の総額が1664億円となり、金融債務の一部は整理回収機構に引き継がれた。このため2001年に東京地方裁判所が主導して営業権を新会社（株）三貴へ譲渡して債務を整理し、旧会社は（株）エムアンドアールエステートに商号変更して2002年に特別清算された。新会社の三貴は事業を再構築して規模を大幅に縮小して営業を再開した。
宝石の売り上げ減を補うために、2002年からアンチエイジング健康食品やスキンケア商品の販売も始めた。

### 一度目の民事再生法適用申請（二度目の経営破綻）
リストラ促進、本社ビルの池袋イーストを賃借終了、従業員へ給料3割カットと自主退職の勧奨などを施したが、2009年1月21日に東京地裁へ民事再生法適用を申請し、負債総額約117億円で経営破綻した。破綻前年の2008年8月期は年間売上高約205億円であった。
破綻後も営業を継続したが売上高は減少して2009年8月期に約80億円となった。2012年8月22日に再生手続きの終結が決定し、TVCMを復活させて経営再建を図るも2013年8月期の売上高は約45億円程度となった。

### 二度目の民事再生法適用申請（三度目の経営破綻）
2014年5月に、18店舗を閉鎖するなど急速に業容を縮小したが業績は低迷。各金融機関が融資を停止して取引先の支払いに支障して負債総額は約120億円となり、7月30日に東京地裁へ民事再生法の適用を申請した。2014年8月期の売上高は約35億円まで縮小したが、創業者の木村和巨が社長を辞任し、新たなスポンサーが社長を交代させて営業を続ける。スポンサーの交代が続いて経営上の混乱がしばらく続いた。
この破綻前数年の三貴は業界関係者から「ストアコンセプトがはっきりしていない」「顧客ターゲットが絞れていない商品構成」などと厳しい評価を受けていた。

### 現在
再建スポンサーであったロゼッタホールディングスが経営から撤退し、2015年10月に株式会社アキ・インターナショナルが親会社となり、商標と宝石などの小売事業はアキ子会社のジュエリー秋に移管された。

## 出来事

### 国内最大級の宝石強盗被害
2004年3月5日、同社のフラッグシップ店で1991年12月に開店した銀座「ル・シュプール・ディアマン・クチュール・ド・マキ」に外国人風の男性2人組が客を装い入店して催涙スプレーを噴霧し、30億円相当のダイヤのネックレスなど計12点・総額35億円相当を奪って逃げた。

### 消費者庁から指導
2015年、飲料水「プラチナビューティーウォーター」について、「がんの原因である活性酸素を除去する」などと記載して実際より著しく優良であると示す新聞の折り込みチラシを2014年2月15日から4月23日にかけておよそ170万部配布したが、「効能表示に科学的な根拠がない」として同年2月に消費者庁から景品表示法違反（優良誤認）で措置命令を受けた。
2015年1月に刷新した経営陣は、措置命令を受けて社内コンプライアンスの強化を宣言している。

## 沿革
- 1965年4月 - 株式会社三貴＜初代＞設立
- 1967年5月 - 子会社（株）大阪三貴設立＜西日本地区担当＞
- 1968年3月 - 子会社（株）マキ設立、東京青山に事務所を設け、ショールーム開設
- 1969年4月 - 銀座ジュエリーマキ1号店（旧イトーヨーカ堂大井店内）がオープン
- 1970年11月 - ブティックジョイ1号店、横須賀市にオープン。当初は、輸入民芸品や雑貨販売を主力にしていた
- 1971年9月 - 子会社（株）ジェイ・ハウス設立＜販促・PR・店舗設計＞
- 1973年
  - 3月 - 子会社（株）ファニイ設立＜子供服小売部門＞、ファニイ1号店、三島市にオープン
  - 埼玉県大宮市に中華料理店「王花林」出店、飲食事業に出資
- 1976年4月 - じゅわいよ・くちゅーるマキ1号店オープン
- 1979年
  - （株）サミコ設立＜宝石加工・商品開発＞
  - カメリアダイヤモンドチェーン発足。卸機能を生かし、約2年後には個人経営等のFC協賛店を約150店舗ほどに増やす
- 1981年
  - 3月 - 子会社（株）ライブ設立＜出版事業＞、（株）ミキエージェンシー設立＜損害保険代理店業＞
  - 4月 - デザイナー池田貴雄（本名：池田守）が運営するスノッブハウス社と提携。同社は販売を三貴に委託し、婦人服デザイン企画会社に特化する
- 1985年 - 三貴健康保険組合発足
- 1987年9月 - 子会社ミキ・インターナショナル・トレーディング（株）設立＜海外生産委託品の輸入窓口＞
- 1989年10月 - 子会社三貴システムデベロップメント（株）設立＜電算機による販売情報管理＞
- 1991年
  - タイにミキ・サイアミーズ・ジュエリーカンパニーを設立
  - 12月 - 東京銀座に、日本最大級のダイヤモンド専門店「ル・シュプール・ディアマン・クチュール・ド・マキ」をオープン
- 1995年 - （株）大阪三貴を吸収合併
- 1996年 - 子会社ミキクリエイト（株）設立＜総務・人事業務のシェアードサービス＞
- 1997年
  - 4月 - 婦人服、子供服部門から撤退。約400店を一挙に閉鎖。宝石の小売に特化する。
  - 12月 - （株）ルシュプールディアマンクチュールドマキ設立。
- 2001年3月 - 新旧分離を実施。休眠会社となっていた（株）ルシュプールディアマンクチュールドマキに営業譲渡し、同社を（株）三貴＜2代＞と改称。（株）三貴＜初代＞は（株）エムアンドアールエステートに商号変更[1]。
- 2002年10月 - （株）エムアンドアールエステート、東京地裁より特別清算開始が決定される。負債総額は約900億円[1]。
- 2009年1月 - 東京地方裁判所に民事再生法適用を申請し、負債総額約117億円で経営破綻[10]
- 2012年8月 - 民事再生手続きが終結[2]。
- 2014年7月30日 - 東京地裁へ民事再生法の適用を申請し、二度目の経営破綻。負債は約120億円[2]
- 2014年9月 - 3代目社長に田口 圭太が就く。
- 2015年10月 - アキ・インターナショナルが買収し、ブランドと宝石等の小売事業は子会社のジュエリー秋に移管

## 店舗ブランド

### 過去の店舗ブランド
- 宝石
  - ビジュ・イル・エル
  - ファン・ジュエリーエブ
  - ミス嵯峨野
  - ル・シュプール・ディアマン・クチュール・ド・マキ
  - ジェムファ
  - ジュエリーマキ
  - じゅわいよ・くちゅーるマキ
  - マキアウトレット
- 婦人服
  - ブティックJOY
  - ザ・ギャップ
  - パティファイブ
  - マリエール
  - ミラクルメニュー
  - ミス・タカオ
  - イーブルナージュ
  - しゃれっと
  - ピーリード
  - ステイニューユニッツ
- 子供服
  - ファニイ
  - ファニイ・ベビー
  - ファニイ・シューズ & アクセサリー
- デザイナーズ婦人服アンテナショップ
  - デニ・マズジ
  - エイドリ
  - ジェーン・バーンズ
  - アン・クライン
  - エマニュエル・カーン
  - ジャン・ポール・ゴルチェ
  - J・C・カステルバジャック
  - ニーナ・ギーbyブティックJOY

## 過去のPBブランド
- 宝石
  - Chloё（クロエ）
  - Trentaine（トランタン）
  - Twenty（トゥエンティ）
  - マダムカメリア
- 婦人服
  - ミスタカオジーニング
  - オリビエ・モンタギュー
  - ダン・ベランジェ
  - デービッド・ヒックス
- 子供服
  - PETIT TAKAO（プチタカオ）
  - PETIT TAKAO ENFANTS（プチタカオ・アンファン）
  - bigoudi（ビグディ）
  - PETIT TAKAO JEANING（プチタカオ・ジーニング）
  - trotinette（トロチネット）
  - Chloё enfants（クロエ・アンファン）

## TVCM
かつて三貴グループのTVCMは、おもにスポットCMとして日本全国で放送した。多くは深夜時間帯に放送したが、テレビ東京系列局では全日で放送した。放送回数の多さに加え、秋吉久美子や桃井かおりなどをCMキャラクターに、中森明菜や布袋寅泰などの曲をCMソングに、それぞれ起用して若年層で広く知られ、起用した楽曲の多くがヒットした。1997年と1998年度のエステート・ツインジュエリーを除いて商品は宣伝せず、ダイアモンドを「身に着ける」価値を伝える内容で、同社では「CM」ではなく「コマーシャルフィルム」と紹介している。
最後に放送地域における販売店の入居先を読み上げ、地域ごとにナレーションを差し替えていた。下記は「ジュエリーマキ」「じゅわいよ・くちゅーるマキ」のCMだが、「ブティックJOY」や「ファニィ」も放送地域ごとに主な販売店の入居先を読み上げた。「ジュエリーマキ」のCMは個別店舗名がない「銀座ジュエリーマキ」のみを読み上げるものもあり、両者を並用した地域もある。
三貴グループの業績が悪化すると、TVCMは1998年3月の放送を最後に休止した。アパレル部門のTVCMは、撤退が決まった1997年に終了した。
「ジュエリーマキ」は2003年頃から桃井かおりを起用して専門チャンネルなどから徐々に放送を再開し、2005年から浜崎あゆみなどの曲を起用した。2008年のリーマン・ショック、貴金属市場の高騰などからTVCMは減少した。2011年に4年ぶりで新キャラクターを迎えて若年層へ新規開拓を図ったが、地上波とCS放送ともにCMは激減した。2016年1月時点でTVCMは制作も放送もしていない。